# Panzer-Kaserne (Düren)
Die Panzerkaserne in Düren, einer Kreisstadt in Nordrhein-Westfalen, stand am südlichen Ortsrand der Stadt.
Eine ältere Kaserne stand an der heutigen Euskirchener Straße im Bereich der Supermärkte und der Feuerwache, die Riemann-Kaserne. Für den Bau der Kaserne an der Stockheimer Landstraße verkaufte die Stadt am 19. März 1937 das Gelände an das Reich. Im Jahr 1938 konnte Richtfest gefeiert werden. 1939 erfolgte dann die Fertigstellung und die erste Belegung durch die Panzerabwehr-Abteilung 26.
Ab 1947 wurde die Kaserne als Notunterkunft genutzt. Bis zum 10. November 1950 wurden die Gebäude nach einem Stadtverordnetenbeschluss geräumt, damit das belgische Militär einziehen konnte. Am 31. Oktober 1951 zog ein Bataillon mit etwa 800 Soldaten in die Kaserne ein. Am 14. Januar 1972 zählte die belgische Garnison Düren 6000 Personen und war somit die größte außerhalb Belgiens. Die 17. Panzerbrigade verließ nach 23 Jahren die Kaserne, die den Namen von Edith Cavell trug. Ihm folgte das 7. Panzerregiment am 18. Juni 1979. Mit einer großen Truppenparade auf dem Annakirmesplatz verabschiedete sich am 14. Mai 1980 das 1. Regiment der Lanciers aus Düren.
1980 waren die Belgier aus Düren abgerückt und machten Platz für das Territorialheer der Bundeswehr. Zunächst zog das Heimatschutzkommando 53 ein. 1983 folgte die Instandsetzungskompanie 530. 
Zum 31. März 1997 wurde der Standort Düren aufgegeben, der seit 1914 bestanden hatte. Ein großer Teil der Panzerkaserne wurde abgerissen. Einige wenige Gebäude blieben bestehen. Dort zog die Firma Recontec ein, die Leihfahrzeuge für den Weiterverkauf aufarbeitet. Eine große Fläche wurde zum Gewerbegebiet mit Baumarkt, Möbelmarkt, Tankstelle und vielen mittelständischen Betrieben.
2017 wurde bekannt, dass die Stadt Düren das gesamte Gelände mit einem Umfang von 25 Hektar aufkaufen will. 
2018 kaufte sie das Gelände.